# Sun Country Airlines
Sun Country Airlines é uma companhia aérea norte-americana, actualmente a décima-primeira maior companhia aérea norte-americana em número de passageiros transportados. Tem a sua base no Aeroporto Internacional Minneapolis-Saint Paul e a sua sede encontra-se em Eagan, Minnesota.
A companhia aérea opera cerca de 86 rotas entre destinos nos Estados Unidos, México, América Central e Caraíbas, tendo como cidades-foco Dallas/Fort Worth e Portland, Oregon